# Solfato di cadmio
Il solfato di cadmio è un sale di cadmio dell'acido solforico.
A temperatura ambiente si presenta come un solido da incolore a bianco inodore. È un composto cancerogeno, tossico, pericoloso per l'ambiente. Può cristallizzare come mono- e ottaidrato.